# 希望ヶ丘 (郡山市)
希望ヶ丘（きぼうがおか）は、福島県郡山市に所在する町丁である。郵便番号は963-8035。

## 地理
郡山市役所本庁所管地域である旧郡山地区に属する。市営希望ヶ丘団地の造成に伴い、主に富田町より分離されたため、ほぼ全周にわたり隣接するほか、南側の一部で大槻町、南東角で亀田とそれぞれ隣接する。また東側には富田町の亀田川旧河道に沿うわずかな幅の区域を挟み上亀田と近接する。市役所本庁所管区域の北西端部に位置する。一級水系阿武隈川水系亀田川左岸流域、うねめ通り北側沿線を範囲とする。市営希望ヶ丘団地の集合住宅が林立し域内の多くを占め、北西側などには公務員住宅が、北側には戸建て住宅の区画が広がる。うねめ通り沿いには公共施設などが立ち並ぶ。開成に所在する郡山警察署開成山交番、および堂前町に所在する郡山消防署本署がそれぞれ管轄にあたる。

### 河川・湖沼
一級水系阿武隈川水系
- 亀田川

## 世帯数と人口
2024年1月1日現在の世帯数と人口は以下の通りである。
| 町丁     | 世帯数  | 人口    |
| -------- | ------- | ------- |
| 希望ヶ丘 | 868世帯 | 1,502人 |

## 小・中学校の学区
市立小・中学校に通う場合、学区は以下の通りとなる。
| 番地 | 小学校               | 中学校                 |
| ---- | -------------------- | ---------------------- |
| 全域 | 郡山市立富田西小学校 | 郡山市立郡山第六中学校 |

## 交通

### 道路
- 福島県道142号河内郡山線（うねめ通り）

域外東側至近に国道4号あさか野バイパスが通る。

## 施設等
- 郡山第二法務総合庁舎
  - 仙台出入国在留管理局 郡山出張所
- 大熊町役場 中通り連絡事務所
- 郡山市希望ヶ丘児童センター
- 希望ヶ丘図書館
- 希望ヶ丘保育所
- 郡山希望ヶ丘郵便局
- ブイチェーン 新希望ヶ丘店
- セブンイレブン 希望ヶ丘店
- 市営希望ヶ丘団地